# Marie Bonaparte
Marie Bonaparte (2. srpnja 1882. – 21. srpnja 1962.), francuska psihoanalitičarka.
Učenica Sigmunda Freuda. Praunuka Napoleonovog brata. Njen otac je bio princ Roland Bonaparte. Godine 1907. udala se za princa Georga od Grčke, čime je stekla naslov grčke princeze. S njim je imala dvoje djece. U znanstvenom radu koristila je djevojačko prezime.
Radila je kao psihoanalitičarka do svoje smrti 1962. Financirala je Freudov bijeg iz Austrije nakon što je ona bila pripojena nacističkoj Njemačkoj 1938. Otkupila je i sačuvala Freudova pisma Wilhelmu Feissu, usprkos Freudovoj želji da ona budu uništena. Godine 1915. osnovala je Francuski institut za psihoanalizu (Société Psychanalytique de Paris, SSP) in 1915.
O njezinom životu snimljen je 2004. francuski film Princesse Marie, redatelj: Benoît Jacquot, s Catherine Deneuve u glavnoj ulozi. Emitiran na Hrvatskoj televiziji u dva dijela u veljači i ožujku 2006.

## O ženskoj seksualnosti
U polemici oko ženske seksualnosti, nasuprot tezama Karen Horney, Marie Bonaparte u knjizi Ženska seksualnost brani Freudovo stajalište o ženama kao prikraćenim bićima, u čijem psihološkom razvoju bitnu ulogu igra zavist na penisu (Hornay je nasuprot tome tvrdila da muškarci ženama zavide na maternici). Po Freudu, djevojčica u svojem ranom psihoseksualnom razvoju prolazi kroz iste faze kao i dječak; u njoj djeluju iste libidne sile, koje po sebi imaju "muški", aktivni karakter. Zbog svoje biološke prikraćenosti, međutim, ona mora libdine težnje usmjeriti ka pasivnim ciljevima. Zrela ženska seksualnost podrazumijeva potpuno odbacivanje želje da se bude muško, tj. želje da se ima penis.
Na fiziološkom planu, ako žena postiže orgazam samo stimulacijom klitorisa, to pokazuje njenu nezrelost. Zreli ženski orgazam, kako tvrdi Freud, isključivo je vaginalni: u procesu sazrijevanja djevojčica koja je doživljavala zadovoljstvo masturbacijom klitorisa mora, da bi postala ženom, potpuno prenijeti seksualnu osjetljivost na vaginu.
To je shvaćanje u to vrijeme bilo općeprihvaćeno kod liječnika i psihologa, uključivo i one koji su u potpunosti odbacivali Freudovo učenje. Žena, koja doživljava samo klitorisni orgazam, smatrana je frigidnom. Bonaparte je započela sa psihoanalizom kod Freuda zbog svoje frigidnosti, koju je prethodno pokušala izliječiti tada popularnom "korektivnom operacijom" kojom se klitoris premješta bliže vagini.
Bonaparte dokazuje da ženski odnos prema seksu nužno uključuje mazohističke fantazije i mazohistički odnos prema spolnom odnosu: prodiranje penisa u vaginu psihološki znači "dobivati batine penisom", a žena u tome uživa, doživljavajući orgazam. To je jedini način seksualnog užitka zrele žene, dok je fiksacija na klitoris znak nezrelosti. To je mišljenje branila iako je i iz vlastitog iskustva, kao i iz rada s pacijenticama, znala da kod velikog broja žena klitoris uporno odbija napustiti svoj senzorni primat nad vaginom.
Istraživanje Alfreda Kinseya o seksualnom ponašanju žena (1953.) pokazalo je da mnoge žene imaju ovaj "problem". Nakon rada W. Mastersa i W. Johnson iz 1966. teza o nezrelosti klitorisnog orgazma odbačena je. (Tordjman, str. 69) Moderna seksologija pretežno smatra obje vrste orgazma jednakovrijednim. Neke feministkinje u potpunosti su odbacivale vaginalni orgazam kao mit (Anna Koedt, 1968.).

## Vanjske poveznice
Société Psychanalytique de Paris | Marie Bonaparte  Arhivirana inačica izvorne stranice od 12. listopada 2005. (Wayback Machine)